# دیر جمال
دیر جمال (به عربی: دیر جمال) یک روستا در سوریه است که در اعزاز واقع شده‌است. دیر جمال ۴٬۲۸۷ نفر جمعیت دارد.